# NGC 7625
NGC 7625 = Arp 212 ist eine etwa 81 Millionen Lichtjahre entfernte Spiralgalaxie vom Hubble-Typ Sa im Sternbild Pegasus nördlich des Himmelsäquators. 
Halton Arp gliederte seinen Katalog ungewöhnlicher Galaxien nach rein morphologischen Kriterien in Gruppen. Diese Galaxie gehört zu der Klasse Galaxien mit Unregelmäßigkeiten, Absorption und Auflösung.
Das Objekt wurde am 15. Oktober 1784 vom deutsch-britischen Astronomen Wilhelm Herschel entdeckt.